# Сарминский сельсовет
Сарминский сельсовет — сельское поселение в Вознесенском районе Нижегородской области.
Административный центр — посёлок Куриха.

## История
Статус и границы сельского поселения установлены Законом Нижегородской области от 15 июня 2004 года № 60-З «О наделении муниципальных образований - городов, рабочих посёлков и сельсоветов Нижегородской области статусом городского, сельского поселения».

## Население
| 2002 | 2010 | 2012 | 2013 | 2014 | 2015 | 2016 |
| ---- | ---- | ---- | ---- | ---- | ---- | ---- |
| 766  | ↘539 | ↘524 | ↘518 | ↘511 | ↘490 | ↘471 |
| 2017 | 2018 | 2019 | 2020 | 2021 |      |      |
| ↘443 | ↘421 | ↘404 | ↘393 | ↗507 |      |      |

## Состав сельского поселения
| №  | Населённый пункт | Тип населённого пункта          | Население |
| -- | ---------------- | ------------------------------- | --------- |
| 1  | Донок            | посёлок                         | ↘44       |
| 2  | Ивановка         | посёлок                         | ↘26       |
| 3  | Кочгар           | посёлок                         | ↘2        |
| 4  | Куриха           | посёлок, административный центр | ↘223      |
| 5  | Луктос           | посёлок                         | ↘14       |
| 6  | Преображенка     | посёлок                         | ↘15       |
| 7  | Сарма            | посёлок                         | ↘178      |
| 8  | Свободный        | посёлок                         | ↗10       |
| 9  | Степановка       | посёлок                         | ↘7        |
| 10 | Яблонка          | посёлок                         | ↘20       |